# Lampa (Perù)
Lampa è un comune del Perù, situato nella regione di Puno e capoluogo della provincia di Lampa.